# Starsky i Hutch
Starsky i Hutch (títol original: Starsky & Hutch) és una pel·lícula estatunidenca del 2004 dirigida per Todd Phillips, inspirada en la sèrie de televisió homònima de mitjans anys 70. Ha estat doblada al català.

## Argument

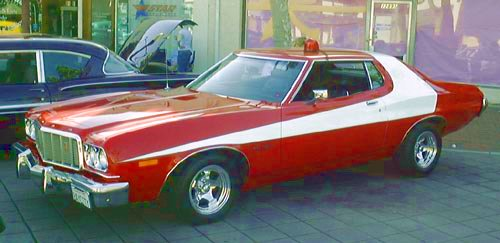
Un Ford Gran Torino del 1975, una còpia del cotxe característic dels protagonistes.

La pel·lícula és una paròdia de la sèrie original dels anys 70. El detectiu David Starsky és el policia secret més entregat a la seva feina als perillosos carrers de la fictícia Bay City, Califòrnia. La seva feina el té completament absorbit, quan està de servei cap delicte queda impune i ell mai no abandona. La seva mare era una llegenda de les forces de seguretat, una de les millors policies de la història de Bay City. Ella tingué el mateix company durant tota la seva carrera, però l'Starsky treballa en un dels departaments més perillosos de la policia, així que triga menys a canviar de company que el seu adorat Ford Gran Torino en llançar-se a tota velocitat per les carreteres. El detectiu Ken "Hutch" Hutchinson no es troba en el seu millor moment de la carrera, és un bon policia, però la seva personalitat una mica nihilista i la seva feblesa pels diners fàcils no són la millor targeta de presentació. Té un instint fabulós, però ha de fer un esforç per quedar-se al costat de la llei, tot i que surti menys rendible.
En Dobey, l'exasperat capità de la policia de Bay City, ha trobat la solució perfecta per als seus dos problemes més dificultosos: emparellar l'Starsky i en Hutch i enviar-los junts als carrers. Precisament el mateix dia que aquests dos agents tan diferents comencen a treballar junts sense gaires ganes, apareix un "flotador" a les aigües de Bay City. Amb l'ajut d'en Huggy Bear, l'imprevisible espieta d'en Hutch, tots dos comencen a esbrinar el misteriós cas de l'homicidi. En investigar la seva primera pista, els nois coneixen l'Stacey i la Holly, dues animadores de la ciutat que estan desitjant ajudar. Tots els indicis assenyalen el ric empresari Reese Feldman, però l'Starsky i en Hutch no aconsegueixen trobar proves per incriminar-lo. Sense que ells ho sàpiguen, en Feldman ha planejat enganyar la DEA i trama l'operació de tràfic de drogues més important i lucrativa de la seva carrera delictiva.

## Repartiment
- Ben Stiller: Detectiu David Starsky
- Owen Wilson: Detectiu Ken "Hutch" Hutchinson
- Vince Vaughn: Reese Feldman
- Snoop Dogg: Huggy Bear Brown
- Jason Bateman: Kevin Jutsum
- Fred Williamson: Capità Doby
- Will Ferrell: Big Earl (no surt als crèdits)[4]
- Amy Smart: Holly Monk
- Carmen Electra: Stacey Haack
- Juliette Lewis: Kitty
- Molly Sims: Mrs. Feldman
- George Cheung: Chau
- Chris Penn: Manetti
- Terry Crews: Porter
- Brande Roderick: Heather
- Jeffrey Lorenzo: Willis Lewis
- Har Mar Superstar: Dancing Rick
- Patton Oswalt: Disco DJ
- Paul Michael Glaser: l'original Starsky
- David Soul: l'original Hutch